# Doloclanes anactorion
Doloclanes anactorion är en nattsländeart som beskrevs av Schmid 1991. Doloclanes anactorion ingår i släktet Doloclanes och familjen stengömmenattsländor. Inga underarter finns listade i Catalogue of Life.